# Roy Curvers
Roy Curvers, né le 27 décembre 1979 à Haelen, est un coureur cycliste néerlandais, professionnel de 2008 à 2019.

## Biographie
En 2003, Roy Curvers intègre en avril l'équipe néerlandaise Van Hemert Groep, qui évolue en troisième division (GSIII). Il reste cinq ans dans cette équipe qui change plusieurs fois de sponsor et de nom, et devient une équipe continentale en 2005. Deuxième du Tour de Frise en 2006 et 2007, il remporte une étape de l'Olympia's Tour et le Tour du Brabant central (nl) en 2007.

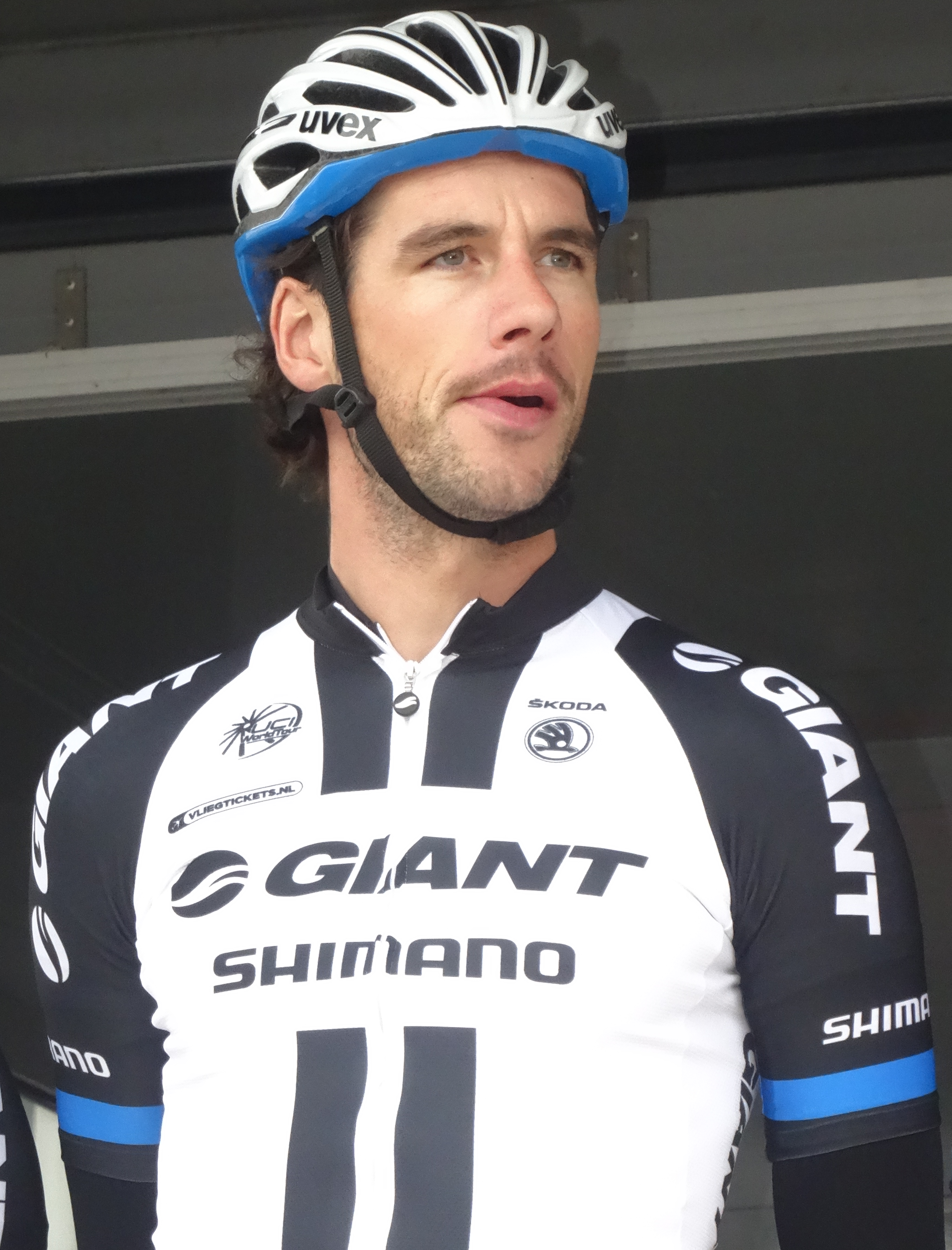
Roy Curvers lors du Circuit du Houtland 2014.

En 2008, il devient professionnel à l'âge de 27 ans au sein de l'équipe continentale professionnelle Skil-Shimano. Il y est chargé de lancer les sprints de Tom Veelers et Kenny van Hummel. Durant sa première saison avec cette équipe, il se classe notamment troisième du Circuit du Houtland et douzième de la classique Paris-Tours. En 2010, il est huitième de Paris-Bruxelles, 17e du Circuit Het Nieuwsblad et 20e de Gand-Wevelgem et de la Vattenfall Cyclassics. Devenu le coureur le plus âgé de l'équipe, il acquiert progressivement un rôle de capitaine d'équipe. En 2011, il remporte en solitaire Halle-Ingooigem, sa première victoire professionnelle, et participe au Tour d'Espagne, son premier grand tour, qu'il termine à la 156e place. En fin de saison, il est neuvième de Paris-Tours. En 2012, Skil-Shimano devient provisoirement Project 1t4i en début de saison, puis s'appelle Argos-Shimano à partir du mois d'avril, avec l'arrivée du nouveau sponsor Argos Oil (nl). Roy Curvers dispute le Tour de France en 2012 et 2013, avec pour leader le sprinter allemand Marcel Kittel. D'après Christian Guiberteau, directeur sportif d'Argos-Shimano, Curvers est en course le « cerveau » de l'équipe, le « capitaine de route guidant l'équipe lors des étapes de sprint. »
Il termine sa carrière en 2019, après douze ans passés dans l'équipe de ses débuts.

## Palmarès
- 2003
  - Grand Prix de Dourges
  - 2e de l'Omloop van de Braakman
- 2004
  - Dorpenomloop Rucphen
- 2006
  - 2e de l'Omloop Houtse Linies
  - 2e du Tour de Frise
- 2007
  - 8e étape de l'Olympia's Tour
  - 2e de l'Omloop Houtse Linies
  - 2e du Tour de Frise
- 2008
  - 2e du championnat des Pays-Bas du contre-la-montre par équipes
  - 3e du Circuit du Houtland
- 2011
  - Halle-Ingooigem

## Résultats sur les grands tours

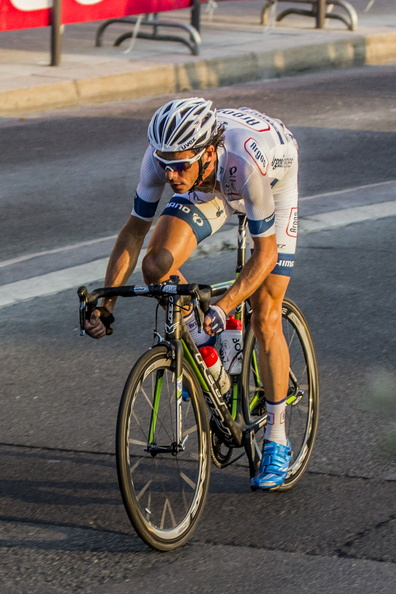
Roy Curvers durant la 21e étape du Tour de France 2013

### Tour de France
6 participations
- 2012 : 135e
- 2013 : 145e
- 2014 : 116e
- 2015 : 106e
- 2016 : 122e
- 2017 : 142e

### Tour d'Espagne
1 participation
- 2011 : 156e

### Tour d'Italie
1 participation
- 2018 : 128e

## Classements mondiaux
| Année           | 2005 | 2006 | 2007 | 2008 | 2009 | 2010 | 2011 | 2012 | 2013 | 2014 | 2015 |
| --------------- | ---- | ---- | ---- | ---- | ---- | ---- | ---- | ---- | ---- | ---- | ---- |
| UCI World Tour  |      |      |      |      |      |      |      |      | nc   | nc   | nc   |
| UCI Asia Tour   |      |      |      | 339e |      |      |      |      |      |      |      |
| UCI Europe Tour | 595e | 287e | 107e | 383e | 379e | 662e | 128e | 655e |      |      |      |